# Nghi Tiến
Nghi Tiến là một xã thuộc huyện Nghi Lộc, tỉnh Nghệ An, Việt Nam.
Xã có diện tích 10,63 km², dân số năm 1999 là 3.322 người, mật độ dân số đạt 313 người/km².